# بخش امام
بخش امام یکی از بخش‌های شهرستان سقز در استان کردستان ایران است.

## جمعیت
براساس سرشماری مرکز آمار ایران در سال ۱۳۹۵، جمعیت بخش امام ۱۲۹۴۶ نفر بوده‌است.

## تقسیمات کشوری
بخش امام از سه دهستان تشکیل شده‌است:
- دهستان امام
- دهستان تیلکوه
- دهستان خورخوره
- شهر: سنته